# Collodes tenuirostris
Collodes tenuirostris is een krabbensoort uit de familie van de Inachoididae. De wetenschappelijke naam van de soort is voor het eerst geldig gepubliceerd in 1894 door Rathbun.